# Urbanus
Urbanus este un gen de fluturi din familia Hesperiidae, subfamilia Eudaminae.
Alte genuri mai mici au fost unite cu Urbanus. Unul dintre acestea, acum sinonim al genului, este Eudamus,  genul tip al eudaminelor.

## Specii
Genul conține următoarele specii principale:
| - Urbanus albimargo - Urbanus ambiguus - Urbanus belli - Urbanus carmelita - Urbanus chalco - Urbanus chales - Urbanus cindra - Urbanus dorantes - Urbanus doryssus - Urbanus dubius - Urbanus elmina - Urbanus esma | - Urbanus esmeraldus - Urbanus esta - Urbanus evenus - Urbanus evona - Urbanus huancavillcas - Urbanus longicaudus - Urbanus magnus - Urbanus parvus - Urbanus procne - Urbanus prodicus - Urbanus pronta - Urbanus pronus | - Urbanus proteus - Urbanus reductus - Urbanus simplicius - Urbanus tanna - Urbanus teleus - Urbanus velinus - Urbanus villus - Urbanus virescens - Urbanus viridis - Urbanus viterboana - Urbanus zagorus |